# Konstandinos Spetsiotis
Konstandinos Spetsiotis (en grec Κωνσταντίνος Σπετσιώτης; 1883 - 5 de març de 1966) va ser un atleta grec que va competir a començaments del segle xx. Va destacar com a marxador i el 1906 va prendre part en els Jocs Intercalats d'Atenes, on va guanyar la medalla de bronze en la competició dels 1500 metres marxa del programa d'atletisme. En els 3000 metres marxa fou desqualificat.